# Szántó Rezső
Szántó Rezső (szül. Schreiber, Nagykanizsa, 1892. január 4. – Budapest, 1970. augusztus 21.) magyar jogász, pártpolitikus, lapszerkesztő.

## Élete

### Fiatalkora
Édesapja Schreiber Sándor hentessegéd, édesanyja Günsberger Szelina háztartásbeli volt. 10 testvéréből 7 érte meg a felnőttkort. Családja az 1890-es évek elején költözött Nagykanizsára, s Szántó itt végezte elemi iskoláit. 1904-ben családjával a fővárosba költözött, s a Tavaszmező utcai fiúgimnáziumban 1910-ben érettségi vizsgát tett. A munkásmozgalommal egyik fivére, Szántó Béla ismertette meg, Rezső 20 éves korában. Csatlakozott a Galilei Körhöz, belépett a VIII. kerületi Munkásotthonba, illetve a Szabadság Munkásképző Egyletbe is. A jégbiztosító kartellnél kezdett dolgozni, eközben egyetemre járt, s az első világháború kitörésének évében a Budapesti Tudományegyetemen megszerezte jogi diplomáját. Ezután a frontra küldték.

### A forradalmak alatt
1918-ban Póla városában a cattarói matrózlázadás alatt a katonatanács küldöttjének tették meg. Az őszirózsás forradalom alatt a Népőrség parancsnoka volt, majd pedig novemberben a Kommunisták Magyarországi Pártjának alapító tagja lett. A kommün alatt Jancsik Ferenccel dolgozott a Budapesti Vörös Őrség egyik parancsnokhelyettesként, illetve a Vörös Hadsereg III. hadtestének politikai biztosaként is tevékenykedett, s részt vett az északi hadjáratban.

### Az emigrációban (1922 – 1946/47)
A proletárdiktatúra alatti tevékenysége miatt 1920. szeptember 22-én 15 év fegyházbüntetésre ítélték. Két év múlva a szovjet–magyar fogolycsere-akciónak köszönhetően Szovjet-Oroszországba, Moszkvában került, ahol az Állami Biztosító Társaságnál dolgozott, s részt vett a Moszkvai Magyar Klub megalakításában, illetve irányításában. 1925-ben az angol fővárosba küldték el, ahol az Angol–Szovjet Tengeri Biztosító Társaság igazgatójaként tevékenykedett, körülbelül másfél éven át. Ezután visszament a Szovjetunióba, s 1927 tavaszáig a krasznaja-presznyai kerületi pártbizottság propagandaosztályán dolgozott, mint oktató, instruktor. A moszkvai vezetés még ugyanebben az évben Párizsba küldte a magyar emigránsokhoz szervező munkára, majd a következő év őszén visszarendelték Moszkvába. Itt részt vett a NEP helyére bevezetett szocialista gazdaságpolitika végrehajtásában, a gabonaszovhozok létesítésében, a mezőgazdaság gépesítésének előkészítésében.
A spanyol polgárháborúba 1936-ban kapcsolódott be, mikor is egy kanadai újságíró (Michael Baller/Baller Mihály) nevét viselő útlevéllel az Ibériai félszigetre utazott. Két éven át szolgált őrnagyi rangban mint a 12. Nemzetközi Brigád Zalka Máté irányítása alatt álló tüzérosztagának ütegparancsnoka. Részt vett a madridi, illetve huescai harcokban, hol több társát (pl. Hevesi Ákost vagy Zalkát) elvesztette.
1938 végén visszament a Szovjetunióba, ahol 1939-ig a nemzetközi brigádok egykori katonái számára létrehozott segélyszervezet irányítója volt. A második világháború idején a moszkvai Kossuth Rádió bemondójaként dolgozott, később szakszervezeti munkákat látott el. Eközben rendszeresen vett részt partizánkiképzésben. A háború végén 1945-ben a magyar emigránsok hazatelepítésén munkálkodott, majd pedig az MKP moszkvai képviselője volt.

### Ismét itthon (1946/47 – 1970)
1946 végén vagy 1947 elején tért haza. 1947-ben a Magyar–Szovjet Baráti Társaság (MSZBT) igazgatója, 1948-ban főtitkára lett. 1949 nyarán az Országos Takarékpénztár vezérigazgató-helyettesének tették meg, majd pedig 6 éven át a Tartós békéért, népi demokráciáért! című hetilap főszerkesztője volt. Ezzel párhuzamosan Szántó a részben általa szervezett Szakszervezetek Országos Tanácsa (SZOT) nemzetközi szakszervezeti iskolájának igazgatói tisztét is ellátta. 1954-től a Novoje Vremja magyarországi változatának főszerkesztője volt. Az 1956-os forradalom alatt a Szabad Nép székházában a lap megjelentetésének biztosításán dolgozott. 1956. november 4-e után Sopronban illetve Salgótarjánban szervezte a Magyar Szocialista Munkáspártot. 1957-től a Partizán Szövetség alelnökeként dolgozott.

## Családja
Testvérei Szántó Béla és Szántó Zoltán és Szántó Gizella voltak.

## Fő műve
- A békevilágmozgalom (Bp., 1951)